# قهرمانی کشتی جهان ۲۰۰۳
قهرمانی کشتی جهان ۲۰۰۳ پنجاه و پنجمین دوره از رقابت‌های قهرمانی جهان می‌باشد که در سه بخش کشتی آزاد مردان و کشتی آزاد زنان در نیویورک، ایالات متحدهٔ آمریکا و کشتی فرنگی مردان در کرتی، فرانسه برگزار گردید.

## جدول مدال‌ها
| رتبه            | کشور                | طلا | نقره | برنز | مجموع |
| --------------- | ------------------- | --- | ---- | ---- | ----- |
| ۱               | روسیه               | ۵   | ۲    | ۲    | ۹     |
| ۲               | ژاپن                | ۵   | ۰    | ۱    | ۶     |
| ۳               | گرجستان             | ۲   | ۰    | ۲    | ۴     |
| ۴               | ازبکستان            | ۲   | ۰    | ۰    | ۲     |
| ۵               | ایالات متحده آمریکا | ۱   | ۶    | ۲    | ۹     |
| ۶               | اوکراین             | ۱   | ۱    | ۱    | ۳     |
| ۶               | بلغارستان           | ۱   | ۱    | ۱    | ۳     |
| ۸               | سوئد                | ۱   | ۱    | ۰    | ۲     |
| ۸               | لهستان              | ۱   | ۱    | ۰    | ۲     |
| ۱۰              | آذربایجان           | ۱   | ۰    | ۰    | ۱     |
| ۱۰              | اسرائیل             | ۱   | ۰    | ۰    | ۱     |
| ۱۲              | کوبا                | ۰   | ۲    | ۱    | ۳     |
| ۱۳              | کرهٔ جنوبی           | ۰   | ۱    | ۲    | ۳     |
| ۱۴              | ایران               | ۰   | ۱    | ۱    | ۲     |
| ۱۴              | مجارستان            | ۰   | ۱    | ۱    | ۲     |
| ۱۶              | آلمان               | ۰   | ۱    | ۰    | ۱     |
| ۱۶              | بلاروس              | ۰   | ۱    | ۰    | ۱     |
| ۱۶              | مصر                 | ۰   | ۱    | ۰    | ۱     |
| ۱۶              | مولدووا             | ۰   | ۱    | ۰    | ۱     |
| ۲۰              | قزاقستان            | ۰   | ۰    | ۲    | ۲     |
| ۲۰              | چین                 | ۰   | ۰    | ۲    | ۲     |
| ۲۲              | اسلواکی             | ۰   | ۰    | ۱    | ۱     |
| ۲۲              | رومانی              | ۰   | ۰    | ۱    | ۱     |
| ۲۲              | کانادا              | ۰   | ۰    | ۱    | ۱     |
| مجموع (۲۴ کشور) | مجموع (۲۴ کشور)     | ۲۱  | ۲۱   | ۲۱   | ۶۳    |

## رده‌بندی تیمی
| رتبه | آزاد مردان          | آزاد مردان | فرنگی مردان | فرنگی مردان | آزاد زنان           | آزاد زنان |
| رتبه | تیم                 | امتیازات   | تیم         | امتیازات    | تیم                 | امتیازات  |
| ---- | ------------------- | ---------- | ----------- | ----------- | ------------------- | --------- |
| ۱    | گرجستان             | ۳۳         | گرجستان     | ۲۹          | ژاپن                | ۶۲        |
| ۲    | ایالات متحده آمریکا | ۳۱         | روسیه       | ۲۵          | ایالات متحده آمریکا | ۶۲        |
| ۳    | ایران               | ۳۱         | اوکراین     | ۲۵          | روسیه               | ۴۵        |
| ۴    | روسیه               | ۳۰         | کرهٔ جنوبی   | ۲۲          | چین                 | ۳۳        |
| ۵    | ازبکستان            | ۲۳         | سوئد        | ۲۰          | اوکراین             | ۲۷        |
| ۶    | اوکراین             | ۲۳         | مجارستان    | ۱۹          | کانادا              | ۲۴        |
| ۷    | کوبا                | ۲۱         | کوبا        | ۱۷          | لهستان              | ۱۹        |
| ۸    | بلاروس              | ۲۱         | بلغارستان   | ۱۵          | یونان               | ۱۵        |
| ۹    | قزاقستان            | ۲۱         | لهستان      | ۱۵          | فرانسه              | ۱۴        |
| ۱۰   | بلغارستان           | ۱۷         | آلمان       | ۱۵          | آلمان               | ۱۲        |

## خلاصه مدال‌ها

### آزاد مردان
| رویداد | طلا                        | نقره                                | برنز                        |
| ۵۵ ک‌گ  | دلشاد منصورف · ازبکستان    | گنادیه تولبا · مولدووا              | اولکساندر زاخاروک · اوکراین |
| ۶۰ ک‌گ  | عارف عبدالله‌اف · آذربایجان | یاندرو کوینتانا · کوبا              | سونگ جائه-میونگ · کرهٔ جنوبی |
| ۶۶ ک‌گ  | ایربک فارنیف · روسیه       | سرافیم بارزاکوف · بلغارستان         | کازوهیکو ایکیماتسو · ژاپن   |
| ۷۴ ک‌گ  | بووایسار سایتیف · روسیه    | مراد گایداروف · بلاروس              | گنادی لالیف · قزاقستان      |
| ۸۴ ک‌گ  | ساژید ساژیدوف · روسیه      | کائل ساندرسون · ایالات متحده آمریکا | رواز میندوراشویلی · گرجستان |
| ۹۶ ک‌گ  | الدار کورتانیدزه · گرجستان | علیرضا حیدری · ایران                | کراسیمیر کوچف · بلغارستان   |
| ۱۲۰ ک‌گ | آرتور تایمازوف · ازبکستان  | کری مک‌کوی · ایالات متحده آمریکا     | علیرضا رضایی · ایران        |

### فرنگی مردان
| رویداد | طلا                          | نقره                        | برنز                        |
| ۵۵ ک‌گ  | داریوش یابوونسکی · لهستان    | ایم دائه-وون · کرهٔ جنوبی    | لازارو ریواس · کوبا         |
| ۶۰ ک‌گ  | آرمن نازاریان · بلغارستان    | روبرتو مونزون · کوبا        | اوسبیوس دیکن · رومانی       |
| ۶۶ ک‌گ  | مانوچار کویرکولیا · گرجستان  | آرمن واردانیان · اوکراین    | لونته فوردی · مجارستان      |
| ۷۴ ک‌گ  | الکسی گلوشکوف · روسیه        | کنستانتین اشنایدر · آلمان   | کیم جین سو · کرهٔ جنوبی      |
| ۸۴ ک‌گ  | گوتشا تسیتسیاشویلی · اسرائیل | آرا آبراهامیان · سوئد       | آتیلا باتکی · اسلواکی       |
| ۹۶ ک‌گ  | مارتین لیدبرگ · سوئد         | کرم ابراهیم جابر · مصر      | راماز نوزادزه · گرجستان     |
| ۱۲۰ ک‌گ | حسن بارویف · روسیه           | میهای دیک-باردوس · مجارستان | گئورگی سورتسومیا · قزاقستان |

### آزاد زنان
| رویداد | طلا                                  | نقره                                   | برنز                                |
| ۴۸ ک‌گ  | ایرینا مرلنی · اوکراین               | پاتریشیا میراندا · ایالات متحده آمریکا | Li Hui · چین                        |
| ۵۱ ک‌گ  | چیهارو ایچو · ژاپن                   | Natalia Karamchakova · روسیه           | Jennifer Wong · ایالات متحده آمریکا |
| ۵۵ ک‌گ  | سائوری یوشیدا · ژاپن                 | Tina George · ایالات متحده آمریکا      | Natalia Golts · روسیه               |
| ۵۹ ک‌گ  | Seiko Yamamoto · ژاپن                | Natalia Ivashko · روسیه                | سالی رابرتز · ایالات متحده آمریکا   |
| ۶۳ ک‌گ  | کائوری ایچو · ژاپن                   | سارا مک‌من · ایالات متحده آمریکا        | Viola Yanik · کانادا                |
| ۶۷ ک‌گ  | Kristie Marano · ایالات متحده آمریکا | Ewelina Pruszko · لهستان               | Svetlana Martinenko · روسیه         |
| ۷۲ ک‌گ  | کیوکو هاماگوچی · ژاپن                | توکارا مونتگومری · ایالات متحده آمریکا | وانگ شو · چین                       |